# 借伞
《借伞》是2025年中央广播电视总台春节联欢晚会中的小品，由砚梁执导。《借伞》以《白蛇传》中的“断桥借伞”为主题，穿插京剧、粤剧、川剧和越剧等版本。
在小品的最后，赵雅芝和叶童作为特邀嘉宾出场。

## 演员表
| 角色   | 小品中 | 京剧   | 粤剧   | 川剧   | 越剧   | 《新白娘子传奇》 |
| ------ | ------ | ------ | ------ | ------ | ------ | ---------------- |
| 许仙   | 闫佩伦 | 宋蔚林 | 赵袁晨 | 杨鑫灵 | 陈丽君 | 叶童             |
| 白素贞 | 张小婉 | 郭霄   | 谭清怡 | 周星雨 | 何青青 | 赵雅芝           |
| 小青   | 管乐   | 李晨   | 苏美琪 | 唐纬   | 王金洪 | 不適用           |
| 船夫   | 阎鹤祥 | 不適用 | 不適用 | 不適用 | 不適用 | 不適用           |

1. 1 2 3 4 5  仅在结尾中登场

## 轶事
- 《借伞》中所使用的伞为西湖绸伞，是非遗传承人宋志明的作品。[5]
- 小品中，打开伞之后响起的音乐是电视剧《新白娘子传奇》中插曲《前世今生》。
- 川剧小青的扮演者为男性。[6]